# سیارک ۱۲۶۲۴۵
سیارک ۱۲۶۲۴۵ (به انگلیسی: 126245 Kandokalman، نامگذاری:2002AY66) صد و بیست و شش هزار و دویست و چهل و پنجمین سیارک کشف شده‌است که در ۱۳ ژانویه ۲۰۰۲ کشف شد.